# Reinhard z Neippergu
Maria Reinhard Jiří Hynek hrabě z Neippergu (německy Maria Reinhard Georg Ignaz Graf von Neipperg; 30. července 1856 Hořín – 15. ledna 1919 Schwaigern) byl šlechtic z rodu Neippergů a poslanec německého říšského sněmu.

## Život

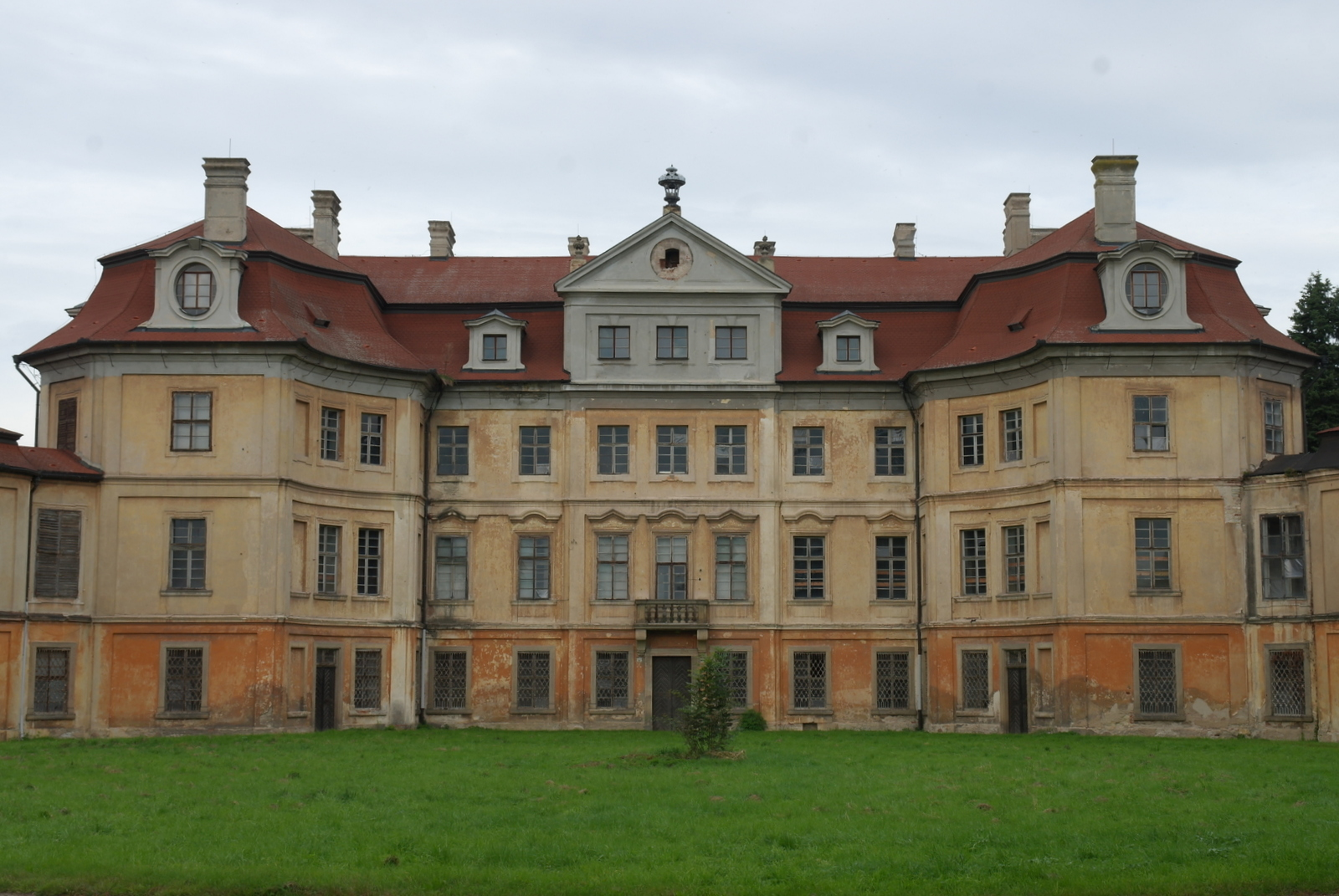
Zámek v Hoříně

Narodil se na Hořínském zámku u Mělníka v pět hodin odpoledne dne 30. července 1856. Pokřtěn byl hned následujícího dne.
Byl jediným synem Ervína z Neippergu a jeho druhé manželky Marie Rosy z Lobkovic (1832–1905), dcery knížete Augusta Logina z Lobkovic z mělnické rodové sekundogenitury, c. k. palácové dámy a dámy Řádu hvězdového kříže.
Mladší sestry Anna Berta (1857–1932) a Hedvika (1859–1916) se provdaly za významné politiky Ferdinanda Zdeňka z Lobkowicz a Františka Xavera Königsegg-Aulendorfa.
Reinhard se získal soukromé středoškolské vzdělání a absolvoval maturitní zkoušku na c.k. Skotském gymnáziu ve Vídni. V letech 1875 až 1876 studoval na univerzitě v Bonnu a v letech 1876 až 1879 na pražské univerzitě, kde složil tři státní zkoušky z práv.
Od roku 1880 do roku 1897 byl Reinhard z Neippergu členem první parlamentní komory Württemberského království, kde zastupoval svého otce a po jeho smrti v letech 1897 až 1918 převzal jeho místo.

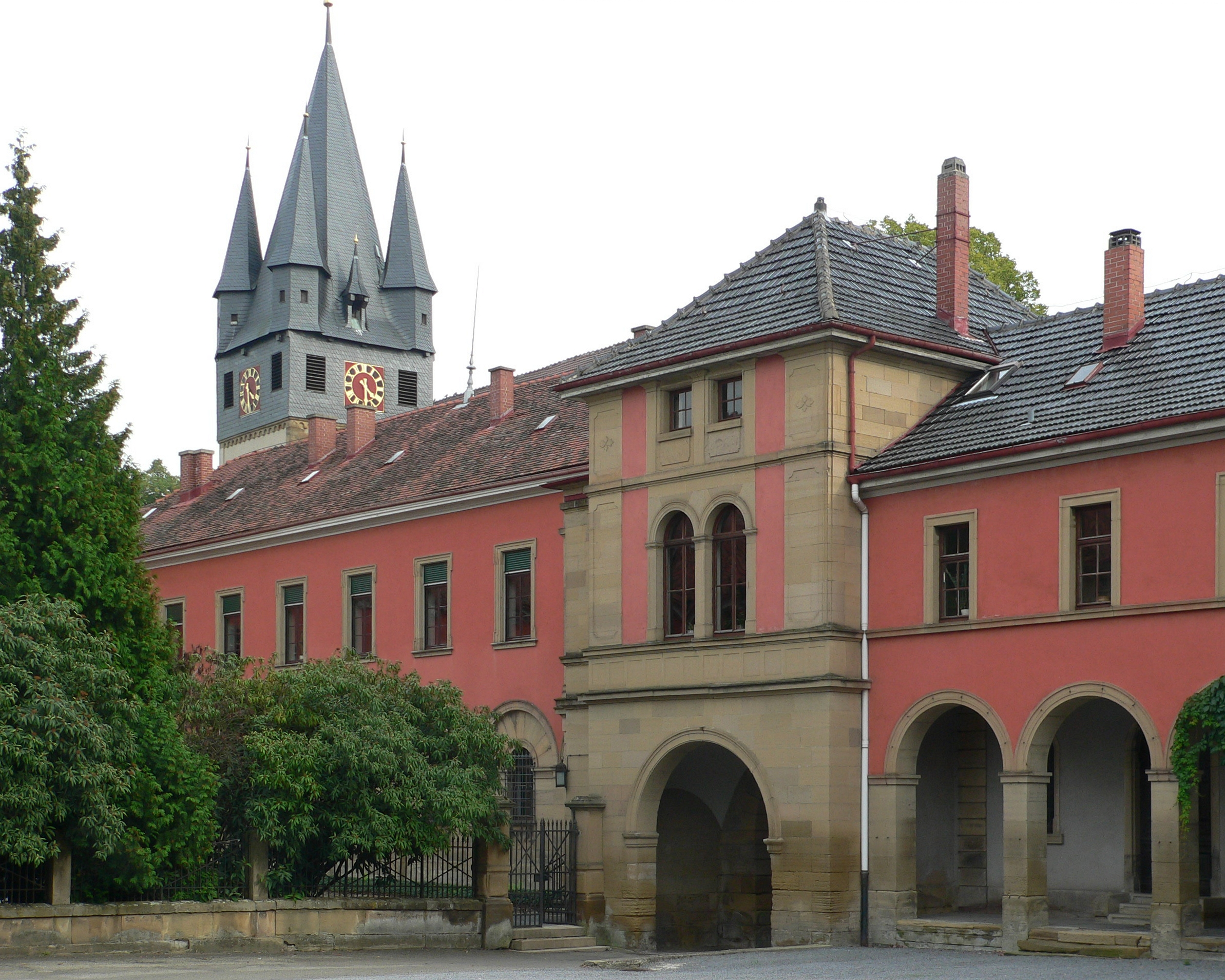
Zámek Schwaigern (Bádensko-Württembersko), hlavní rodové sídlo

Jako hlava rodiny Neippergů spravoval své zemědělské statky ve Schwaigernu a zastával řadu čestných funkcí. V roce 1897 mu byl udělen velkokříž Fridrichova řádu.
V letech 1881 až 1890 působil jako poslanec německého říšského sněmu za Württemberský volební obvod a Stranu německého středu. V roce 1902 byl hrabě z Neippergu viceprezidentem 49. Německého katolického dne v Mannheimu. 
Za první světové války převzal vedení nemocničního vlaku. Hrabě Reinhard zemřel krátce po skončení války.

## Rodina
Hrabě Reinhard se v Praze 30. června 1880 oženil s hraběnkou Gabrielou Idou z Waldstein-Wartenbergu (1857–1948), dcerou Arnošta Františeka z Waldstein-Wartenbergu a Marie Leopoldiny ze Schwarzenbergu. Pár měl sedm dětí:
- 1. Eberhard (3. 2. 1882 Praha – 1. 3. 1956 Brackenheim), svobodný a bezdětný
- 2. Antonín Arnošt (18. 12. 1883 Doksy – 28. 12. 1947 Schwaigern) 
  - ⚭ (19. 10. 1911 Průhonice) Anna hraběnka Silva-Tarouca (28. 9. 1888 Trmice – 17. 7. 1971 Schwaigern)
- 3. Marie Anna (Michaela) (9. 9. 1885 Schwaigern – 7. 4. 1957 Kostnice), benediktinská řeholnice a představená řádu v Kostnici
- 4. Alfred (21. 6. 1888 Schwaigern – 11. 9. 1941 Grünwald) 
  - ⚭ (8. 1. 1920 Děčín) Marie hraběnka z Thunu a Hohensteinu (15. 3.1897 Praha – 18. 2. 1971 Řezno)
- 5. Karl (Adalbert) (31. 3. 1890 Merano – 23. 12. 1948 Vršac), benediktin a opat kláštera Neuburg. Pronásledován národními socialisty uprchl do Jugoslávie a jako vězeňský kaplan byl v roce 1948 zavražděn komunisty.
- 6. Anna-Bertha (1. 9. 1893 Schwaigern – 28. 11. 1961 Kostnice) 
  - ⚭ (14. 10. 1918 Vídeň) Ervín Hartvík hrabě z Nostitz-Rienecku (13. 9. 1887 Sokolov – 6. 4. 1942 Mykolajiv)
- 7. Ervín (15. 1. 1897 Schwaigern – 5. 12. 1957 Stuttgart) 
  - ⚭ (28. 4. 1927 Mnichov) Hissa hraběnka Hatzfeldtová z Trachenbergu (26. 2. 1906 Pomorzowice – 4. 6. 1985 Salcburk)

Jeho nejstarší syn Eberhard se rozhodl ze zdravotních důvodů předat roku 1906 nástupnictví druhorozenému synovi Antonínu Arnoštovi z Neippergu.